# エチルジラゼペート
Template:Cs1 config

エチルジラゼペート（英：Ethyl dirazepate）は、サノフィが開発したベンゾジアゼピン誘導体である薬物である。抗不安薬と睡眠薬としての作用があり、おそらく他の特徴的なベンゾジアゼピン作用を持つ。

## 関連記事
- ベンゾジアゼピン